# Lunokhod Planitia
La Lunokhod Planitia è una struttura geologica della superficie di Plutone.